# Chadwickryggen
Chadwickryggen és una muntanya situada a l'illa de Spitsbergen, a l'arxipèlag de Svalbard, Noruega. Amb 1.640 metres d'alçada, és el quart pic més alt de Svalbard. Es troba a l'oest del Wijdefjorden. Es diu així pel físic anglès James Chadwick (1891-1974).